# Garrulaxe à lunules
Ianthocicla lunulatus
Espèce
Statut de conservation UICN

 LC  : Préoccupation mineure
Le Garrulaxe à lunules (Ianthocincla lunulatus) est une espèce de passereaux de la famille des Leiothrichidae.

## Habitat
Il vit dans la forêt tempérée chinoise.

## Répartition
Il est endémique à la Chine.

## Sous-espèces
Cet oiseau est représenté par deux sous-espèces :
- I. lunulatus lunulatus (Verreaux, 1871) — centre de la Chine ;
- I. lunulatus liangshanensis (Zhang, 1979) — centre/sud de la Chine.